# Kapela Sv. Križa u Svetom Križu
Kapela Sv. Križa u Svetom Križu katolička je crkva posvećena Svetom Križu u istoimenu mjestu u Međimurskoj županiji.
Naselje Sveti Križ u Međimurju dobilo je ime po istoimenoj kapeli, a nalazi se na državnoj cesti između Čakovca i Preloga, ima oko 120 kuća i oko 400 stanovnika. Pripada Općini i župi Mala Subotica. Brigu o kapeli Svetog Križa od 2000. godine preuzelo je Ministarstvo kulture Republike Hrvatske iz čijeg se fonda uređuje. Projekt oko uređenja ovog kulturnog spomenika pokrenuo je župnik Đuro Vukalović i Općina Mala Subotica.[nedostaje izvor]
U kapeli se danas nalaze tri oltara, svaki u dnu jedne kapele trolisnoga svetišta: glavni oltar Sv. Križa u svetištu te dva bočna: sv. Ladislava u kapeli na strani Evanđelja, a nasuprot njemu u kapeli na strani Poslanice oltar Bogorodice Sućutne.